# 鲁比克·艾尔诺
鲁比克·艾尔诺（匈牙利語：Rubik Ernő，匈牙利語：[ˈrubik ˈɛrnøː]，1944年7月13日—），匈牙利发明家、建筑师、建筑学教授，以发明机械智力玩具魔方、魔板、大师魔板、魔尺而知名，被誉为“魔方之父”。

## 早年生活与教育
鲁比克·艾尔诺于1944年7月13日出生于匈牙利王国布达佩斯。他的父亲老鲁比克·艾尔诺是埃斯泰尔戈姆飞机制造厂的一名飞行工程师，母亲毛格多尔瑙·斯赞托（Magdolna Szántó）是一名诗人。
1958至1962年，鲁比克在美术和应用艺术中学学习雕塑。1962年至1967年，他就读于布达佩斯科技大学建筑系。1967年至1971年，鲁比克就读匈牙利应用艺术学院室内建筑与设计系。
鲁比克认为大学和教育在塑造他的生活方面起到了举足轻重的作用。他曾表示“学校给了我学习学科知识，或者更确切地说是工艺知识的机会，这需要大量的练习、坚强的毅力并要跟随导师的方向”。

## 生涯

### 魔方
1971年至1979年，鲁比克担任布达佩斯应用艺术学院建筑系教授。1974年，为了向自己的学生说明一个数学理论，他动手组装了一个由26个木制方块组成的、6面涂有不同颜色的立方体，这是魔方的第一个原型方块。在接受CNN采访时，鲁比克说他“为我的学生找到了一个很好的作业”。他在1975年底首次成功将打乱的魔方还原，随后才把魔方介绍给朋友和学生。

魔方

随后鲁比克申请发明专利，但审核工作被耽搁下来，而竞争对手争相研制类似产品。1976年底，一名日本人获得了与鲁比克魔方外形稍有不同的玩具专利。而他直到1977年才获得自己的专利特许证。
鲁比克然后开始在匈牙利寻找制造商，由于当时匈牙利僵化的计划经济体制，他遇到了很大的困难。最终他找到一家生产象棋棋子的小公司。魔方一开始在匈牙利称为“Magic Cube”。1980年初，鲁比克将魔方授权给纽约公司Ideal Toys生产，后者决定将“Magic Cube”改名为“鲁比克方块”（Rubik's Cube），1980年5月，魔方正式在美国亮相。
这一智力玩具随后风靡全球，多次获得年度最佳玩具奖，并成为20世纪80年代的流行文化标志。目前魔方在全世界共售出3.5亿个，成为有史以来最畅销的玩具。
除魔方外，鲁比克还发明了魔板、大师魔板、魔尺、鲁比克360等。

### 近期活动
鲁比克于2007年出席了在布达佩斯举办的的世界锦标赛。2010年7月，他在“桥 - 佩奇”（数学与艺术之间的桥梁）发布会上发表了演讲。此外，他还是美国科学与工程节顾问委员会的成员。
2014年4月26日，纽约市外的自由科学中心展览开幕。展会上，鲁比克发表了演讲，并与公众以及几名出席会议的魔方速拧者交流。

## 荣誉与奖项
鲁比克获得了包括2014年匈牙利国家最高奖在内的众多荣誉与奖项。

## 出版物
作为编辑与合著者：《A bűvös kocka》（神奇的方块），Műszaki Kiadó（技术出版社），1981年。
合著者：《The Rubik's Cube Compendium》（魔方概论），牛津大学出版社，1987年。